# آشوب کاننو
آشوب کاننو (به ژاپنی: 観応擾乱, Kannō Jōran)، یک جنگ داخلی بود که به علت خصومت بین شوگون آشیکاگا تاکائوجی و برادرش، آشی‌کاگا تادایوشی ایجاد شد و موجب و ضعف شوگون‌سالاری آشیکاگا در اوایل تأسیس آن شد. تناقض‌های سیاست تقسیم اقتدار شوگون (حکومت دوگانه) بین برادران آشیکاگا تاکائوجی و آشی‌کاگا تادایوشی علت اصلی این اغتشاش بود. اقدام‌های رادیکال کو نو مورونائو که توانایی گروه سامورایی جدید برای سرنگونی سیستم قدیمی را تأیید کرد، این تناقض را بیشتر تشدید کرد. این نام را به این دلیل گرفت که نام دوران دربار شمالی در این دوره کاننو (زمان دوره ۵۲–۱۳۵۰) بود.

## دلیل
آشیکاگا تاکائوجی و آشی‌کاگا تادایوشی دو برادر بودند که از یک مادر به فاصله یک سال به دنیا آمدند. این دو برادر به یکدیگر کمک کردند تا ارتش امپراتور گو-دایگو را شکست دهند و شوگون‌سالاری آشیکاگا را تأسیس کنند، اما شخصیت آنها بسیار متفاوت بود. این رابطه بین دو برادر به عنوان «دولت دو سر» توصیف می‌شود. تاکائوجی عمل اعطای قلمرو به عنوان پاداش به سامورایی‌هایی که به کارهای شایستگی دست یافته‌اند، را بر عهده داشت. این نقش رفتار ترجیحی با فرماندهان نظامی تحت امر آنها و ایجاد نظم جدید را ایجاب می‌کرد.
تادایوشی، که مسئول دعاوی و دادگاه بود، اغلب به دعاوی حقوقی مربوط به اربابان فئودالی رسیدگی می‌کرد که املاک و منافع اقتصادی آنها توسط سامورایی‌ها تصرف شده بود. تادایوشی دولت شیکن دوره کاماکورا را آرمانی کرد و سیستم دادگاهی مانند هیکیتسوکه را تقویت کرد و سیستم‌های سنتی را تأسیس کرد. او با هدف حفظ نظم، برخی از وظایف قضاوت را به دادگاه امپراتوری واگذار کرد و در نتیجه، محافظه کار بود و نقش حفظ حقوق و منافع موجود اشراف دربار، معابد و زیارتگاه‌ها، همراه با گوکه‌نینهای قدرتمند را داشت. از سوی دیگر، بسیاری از سامورایی‌هایی که در کنار شوگون بودند، از حق طبیعی دریافت پاداش برای بهره‌برداری‌های نظامی خود برخوردار بودند.
کو نو مورونائو، شیتسوجی معاون شوگون آشیکاگا تاکائوجی بود و رهبری این سپاه سامورایی را در مبارزه با دربار جنوبی بر عهده داشت. در جنگ علیه شوگون‌سالاری کاماکورا و دولت کنمو، کو نو مورونائو از ارباب خود تاکائوجی پیروی کرد و در مکان‌های مختلف جنگید و دستاوردهای نظامی بسیاری داشت. پس از تأسیس حکومت شوگون سالاری، او به عنوان معاون شوگون اقتدار زیادی داشت. کو نو مورونائو اصلاح طلب بود و بدون اینکه به ارزش‌های تثبیت شده مقید باشد علیه اقتدار تادایوشی شورش کرد و به تدریج با تادایوشی در تلاش برای بازگرداندن نظم دوره شوگون‌سالاری کاماکورا بود، وارد درگیری شد.

## بررسی اجمالی
درگیری داخلی در شوگون‌سالاری موروماچی که از ۱۳۴۹ (سال چهارم شوهی (دوره) در دربار جنوبی، سال یکم کاننو در دربار شمالی) تا ۱۳۵۲ (سال هفتم شوهی، سال اول بونوا) در دوره نانبوکوچو ادامه یافت. اداره سیستم سیاسی در دوران اولیه شوگون سالاری آشیکاگا برعهده آشیکاگا تاکائوجی و برادرش، آشی‌کاگا تادایوشی بود. ملازم تاکائوجی، کو نو مورونائو، با گسترش اقتدار تادایوشی مخالفت کرد و درگیری بین آن دو در حدود سال ۱۳۴۲ ظاهر شد، اما این به این دلیل بود که ابتدا تاکائوجی شخصاً اعطای گوئون (تقسیم جوایز و غنایم)، انتصاب و عزل شوگو را که مربوط به مبانی نظام فئودالی بود، انجام می‌داد و به تدریج اختیاراتی مانند اهدای زمین، محاکمه در مورد زمین و بسیج را به تادایوشی سپرد. تادایوشی تمایل داشت از حقوق و منافع اشراف دربار، معابد و زیارتگاه‌ها در سمت خود به عنوان قاضی اختلاف و دعوا محافظت کند، در حالی که کو نو مورونائو، که قدرت واقعی اونشوگاتا (مسئول اهدای زمین و پاداش) را کنترل می‌کرد. با سیاست‌های تادایوشی مخالفت می‌کرد تا به خواسته‌های طبقه کوکوجین (اربابان محلی) برای تصاحب قلمرو پاسخ دهد. این درگیری در راس شوگون‌سالاری باعث شد که ژنرال‌های شوگون و حامیان تازه ظهور شوگون‌سالاری که منافع پیچیده‌ای داشتند، به دو اردوگاه تقسیم شوند، اما، به‌طور کلی، عمدتاً به دلیل این واقعیت بود که بسیاری از حامیان در مناطق دور تازه ظاهر شده بودند. به‌طور کلی، می‌توان گفت که بسیاری از فرمانداران مناطق دور تازه ظهور و مردم استان‌های کوچک و متوسط نزدیک منطقه کینای از کو نو مورونائو حمایت می‌کردند، در حالی که فرمانداران قدرتمند خاندان آشیکاگا، طبقه رسمی شوگون و خانواده‌های حاکم سنتی در توگوکو و کیوشو به حمایت از تادایوشی تمایل داشتند.

## مرحله اول
در سال ۱۳۴۷ (سال دوم شوهی، سال سوم جووا (دوره))، ارتش دربار جنوبی به رهبری کوسونوکی ماساتسورا ارتشی را در ولایت کاواچی تشکیل داد و هواداران تادایوشی، هوسوکاوا آکیوجی و هاتاکه‌یاما کونیکیو را شکست داد، اما کو نو مورونائو خود ارتش شوگون‌سالاری را رهبری کرد و ماسایوکی را شکست داد. یوشینو را مورد هجوم قرار داد و زیارتگاه آن را به آتش کشید. برای مقابله با کو نو مورونائو که در نتیجه این جنگ ناگهان قدرتمندتر شده بود، در آوریل ۱۳۴۹، تادایوشی پسر خوانده خود آشیکاگا تادافویو را به نام ناگاتو تاندای  به منطقه چوگوکو فرستاد و سپس همراه با دستیاران نزدیکش اوئه‌تسوگی شیگه‌یوشی و هاتاکه‌یاما تادامونه، برای سرنگونی کو نو مورونائو نقشه کشیدند. با این حال، در همان سال، مورونائو با ارتش خود، شوگون سالاری را محاصره کرد، به تاکائوجی نزدیک شد و تادایوشی را مجبور به بازنشستگی کرد، اوئه‌تسوگی شیگه‌یوشی و هاتاکه‌یاما نائومونه را تبعید کرد و کشت، و تاکائوجی را تشویق کرد تا پسر ارشدش آشیکاگا یوشی‌آکیرا را از کاماکورا احضار کند تا در امور سیاسی شرکت کند. آشیکاگا تادافویو برای حمایت از پدر خوانده‌اش، تادایوشی، ارتشی تشکیل داد و برای گسترش قدرت خود به کیوشو نقل مکان کرد، بنابراین در سال ۱۳۵۰ (سال پنجم شوهی (دوره) در دربار جنوبی، سال یکم کاننو در دربار شمالی)، تاکائوجی شخصاً کو نو مورونائو و افرادش را برای تعقیب آشیکاگا تادافویو هدایت کرد. بلافاصله قبل از این، تادایوشی به ولایت کاواچی گریخت و ارتشی را با حمایت هاتاکه‌یاما کونیکیو، هوسوکاوا کیوجی  و دیگران تشکیل داد و درگیری بین دو طرف در نهایت به نبرد بین برادران تاکائوجی و تادایوشی تبدیل شد.

## مرحله دوم، پیروزی تادایوشی
جنگ به سرعت در سطح کشور گسترش یافت، اما به دو مرحله تقسیم شد. مرحله اول در حالی اتفاق افتاد که طرفداران آشی‌کاگا تادایوشی در حال صعود بودند. در بخش غربی ژاپن، آشیکاگا تادافویو توسط خاندان شونی حمایت شد و در منطقه کانتو، اوئه‌تسوگی نوری‌آکی ، برادرزاده فویو تاکاشی را شکست داد. در منطقه کینای نیز، در سال نوی ۱۳۵۱ (شوهی ۶، کانو ۲)، اعضای گروه تادایوشی، از جمله مومونوی تاداتسونه (桃井直常)، شیبا تاکاتسونه (斯波高経) و کیرا میتسوسادا (吉良満貞)، یوشی‌آکیرا را بیرون راندند و کیوتو را اشغال کردند و در فوریه، ارتش تادایوشی. ولایت ستسو را اشغال کرد. او ارتش تاکائوجی را در نبرد اوچیده‌هاما (دوره نانبوکوچو) شکست داد. تاکائوجی به تادایوشی پیشنهاد صلح داد و به کیوتو بازگشت، اما کو نو مورونائو و خانواده اش توسط اوئه‌تسوگی شیگه‌نوری، پسر خوانده اوئه‌تسوگی شیگه‌یوشی، و دیگران مورد حمله قرار گرفتند و کشته شدند.

## مرحله سوم، پیروزی تاکائوجی
سیاست شوگونی تحت رهبری تادایوشی از سر گرفته شد، اما با تکرار سیاست حفاظت از اشراف دربار، معابد و زیارتگاه‌ها، مانند صدور قوانینی برای توقف تصرف قلمرو از معابد و زیارتگاه‌ها و مجازات تأخیر در فرستادگان، فرماندهان نظامی طبقه شوگو که با تقاضاهای شدید طبقه کوکوجین برای تصاحب قلمرو مواجه بودند، یکی پس از دیگری تادایوشی را ترک کردند و برخی از فرماندهان نظامی شوگو، که عمدتاً در منطقه کانتو و منطقه هوکوریکو مستقر بودند، هوادار تادایوشی باقی ماندند. تادایوشی در ماه ژوئیه از امور سیاسی استعفا داد، اما در ماه اوت، زمانی که تاکائوجی و پسرش یوشی آکیرا به بهانه دستگیری دشمنان در شرق و غرب پیشروی کردند، تادایوشی از ترس حمله به همراه هاتاکه‌یاما کونیکیو، شیبا تاکاتسونه، مومونوی تاداتسونه به ولایت ایچیزن فرار کرد. نیروهای تادایوشی با نیروهای تاکائوجی تعقیب کننده در ولایت اومی جنگیدند که منجر به جنگ دوم شد، اما این بار گروه تاکائوجی دست برتر را داشت.
تاکائوجی و تادایوشی در معبد کوفوکو-جی در اومی ملاقات کردند، اما صلح حاصل نشد، و هاتاکه‌یاما کونیکیو، تاکاتسونه و دیگران نیز به دست تاکائوجی افتادند و اسیر شدند. تنها حامیان تادایوشی، مومونوی تاداتسونه، اوئه‌تسوگی نوری‌آکی و گروه پسر خوانده اش آشیکاگا تادافویو از چوگوکو و کیوشو بودند. تادایوشی از طریق منطقه هوکوریکو به کانتو گریخت و اوئه‌تسوگی نوری‌آکی را دنبال کرد. تاکائوجی نزد امپراتور گو-موراکامی از دربار جنوبی رفت و دستور دستگیری تادایوشی را دریافت کرد و در ماه نوامبر با سپردن امور سیاسی استان‌های کینای و غرب به پسرش یوشی‌آکیرا، به سمت توکایدو پیشروی کرد و ارتش تادایوشی را در هایاکاواجیری در هاکونه شکست داد. در سال جدید ۱۳۵۲، و تادایوشی پس از رسیدن به کاماکورا، به‌طور ناگهانی در فوریه درگذشت. منابع تاریخی مانند تایهیکی و متون دیگر می‌گویند که او با سم کشته شده است.
اگرچه قیام با پیروزی تاکائوجی به پایان رسید، اما بازسازی قدرت تقسیم شده شوگون‌سالاری که تأثیر آن بر تشدید جنگ داخلی بین دربار شمالی و جنوبی و افزایش عمر دربار جنوب بود، آسان نبود. در فوریه ۱۳۵۲، ارتش جنوبی به یکباره در مناطق کینای و منطقه کانتو قیام کرد و به‌طور موقت کیوتو در منطقه کینای را اشغال کرد و امپراتور، امپراتوران بازنشسته و ولیعهد دربار شمالی را از بین برد و در منطقه کانتو را نیز به دربار جنوبی اضافه کرد. اوئه‌تسوگی نوری‌یوشی و به‌طور موقت تاکائوجی را اداره کردند و کاماکورا را اشغال کردند. علاوه بر این، در کیوشو، شاهزاده امپراتوری که به شوگونی نیز از طرف دربار جنوبی منصوب شده بود، شاهزاده اوکی‌یوشی مورد حمایت خاندان کیکوچی قرار گرفت و نفوذ خود را گسترش داد. آشیکاگا تادافویو تسلیم دربار جنوبی شد و سپس به منطقه چوگوکو نقل مکان کرد و نیروهای دربار جنوبی در کینای، مومونوی تاداتسونه در منطقه هوکوریکو و یامانا توکیئوجی را که از دولت مرکزی شوگون‌سالاری بیگانه شده بودند به جبهه نبرد خود اضافه کرد و تا سال ۱۳۵۵ دو بار جنگید (سال دهم شوهی (دوره)، سال چهارم دوره بوننا) کیوتو را اشغال کرد. تشدید این جنگ داخلی، شوگون‌سالاری را به شدت از نیاز به تقویت کنترل خود بر طبقه کوکوجین و تقویت اقتدار خود برای محافظت از آنها آگاه کرد و از سرکوب قیام‌های کوکوجین‌ها به استفاده از آنها به عنوان یک نیروی نظامی روی آورد.
اقدامات متقابلی ابداع شد، مانند پاسخ دادن فعالانه به خواسته‌های سرزمینی طبقه کوکوجین از طریق انتشار قانون هانزی (半済 اشاره به این واقعیت دارد که باکوفو موروماچی به شوگو حق دریافت نیمی از مالیات سالانه را از عمارت‌ها و مناطق عمومی اعطا می‌کند. قوانین و مقرراتی که نیمی از پرداخت را مجاز می‌دانند، حکم هانزی یا قانون هانزی نامیده می‌شوند)، اجازه دادن به شوگو برای کنترل قلمرو، و اجازه دادن به کوکوگا (国衙 در سیستم ریتسوریو ژاپن، کوکوگا منطقه ای بود که دفتر دولتی که در آن کوکوشی مسئول امور دولت محلی بود، در آن قرار داشت. همچنین مواردی وجود دارد که مقام‌های دولتی و مقام‌هایی که در کوکوشی و قلمرو کوکوگا (کوکوگا ریو) کار می‌کنند، «کوکوگا» نامیده می‌شوند) برای کنترل قلمرو.
تاکائوجی به تدریج اختیارات را به پسرش یوشی‌آکیرا تفویض کرد و می‌توان گفت که انتقال شوگون‌سالاری از یک دولت دو سر به یک دولت تک سر نیز از تأثیرات آشوب کاننو است.

## یکی شدن دربار شمالی و جنوبی به‌طور موقت
در دوره شوهی در دوره نانبوکوچو، دربار شمالی و جنوبی مدت کوتاهی به‌طور موقت ترکیب شدند که «اتحاد شوهی» (正平一統) نامیده می‌شود. در جریان آشوب کاننو، آشیکاگا تاکائوجی به‌طور موقت از سال ۱۳۵۱ (شوهی (دوره) ۶، سال دوم کانتو) تا سال بعد یک معاهده صلح با دربار جنوبی منعقد کرد تا برادر کوچکترش تادایوشی را دستگیر کند. در نتیجه، امپراتور دربار شمالی به‌طور موقت برکنار شد و نام دوره به نام دوران دربار جنوبی، شوهی، یکسان شد. در بحبوحه رقابت بین شوگون سالاری، دربار شمالی و دربار جنوبی، کشور ا به سه بخش تقسیم شد، اما تاکائوجی در ماه اکتبر پشت سر خود را محکم کرد در سال ۱۳۵۱ معاهده صلح با دربار جنوب به منظور دستگیری تادایوشی در شرق کشور منعقد شد و در ماه بعد نام دوران دربار شمالی به نام «کاننو» لغو شد و نام آن از بین رفت. در دوران دربار جنوبی، «شوهی» برای ابراز اطاعت استفاده می‌شد، و امپراتور سوکو و امپراتور دربار شمالی، شاهزاده ایاهیتو (弥仁親王)، عزل شدند. دربار جنوبی به تاکائوجی دستور داد تا تادایوشی را تعقیب و بکشد و تاکائوجی از این دستور پیروی کرد و پسرش یوشیآکیرا را در کیوتو رها کرد و برای شکست تادایوشی در فوریه سال بعد به شرق رفت. در این دوره، دربار جنوبی برنامه‌های خاصی برای مصادره قدرت انجام داد. یوشی‌آکیرا از مصادره گنجینه‌های مقدسی که دربار شمالی در اختیار داشت به‌عنوان «گنجینه‌های کاذب» دست برداشت و رتبه‌ها و قلمروهای رسمی را به سال ۱۳۳۶ (سال یکم انگن، سال سوم کنمو)، بازگرداند. با وجود اینکه او از این شرایط ناراضی بود و سعی در مذاکره داشت، دربار جنوبی در فوریه ۱۹۵۲ به زور وارد کیوتو شد و یوشی‌آکیرا را تا ولایت اومی تعقیب کرد. در پاسخ، یوشی‌آکیرا بلافاصله نام دوران شوهی (دوره) را کنار گذاشت و دوباره از دوران کاننو استفاده کرد و با ادعای اینکه دربار جنوبی پیمان صلح را شکسته است، ارتش خود را بسیج کرد و کیوتو را در ۱۵ مارس بازپس گرفت. در نتیجه، اتحاد شوهی شکست خورد و ارتش دربار جنوبی دوباره به سمت یوشینو عقب‌نشینی کرد. در آن زمان، سه امپراتور بازنشسته دربار شمالی (امپراتور کوگون، امپراتور کومیو و امپراتور سوکو) و ولیعهد منسوخ شده توسط ارتش به دربار جنوبی برده شدند، بنابراین در سال ۱۳۵۲ میلادی یوشی‌آکیرا برای حفظ دلیل وجود شوگون سالاری، به پسر امپراتور بازنشسته امپراتور کوگون، شاهزاده ایاهیتو (弥仁親王) دستور سلطنت داد و او به عنوان امپراتور گو-کوگین بر تخت نشست و دربار شمالی بازسازی شد و دربار شمالی و جنوبی بار دیگر در کنار هم وجود داشتند.